# Visstraat (Dordrecht)
De Visstraat is een straat in de stad Dordrecht, in de Nederlandse provincie Zuid-Holland.

## Achtergrond

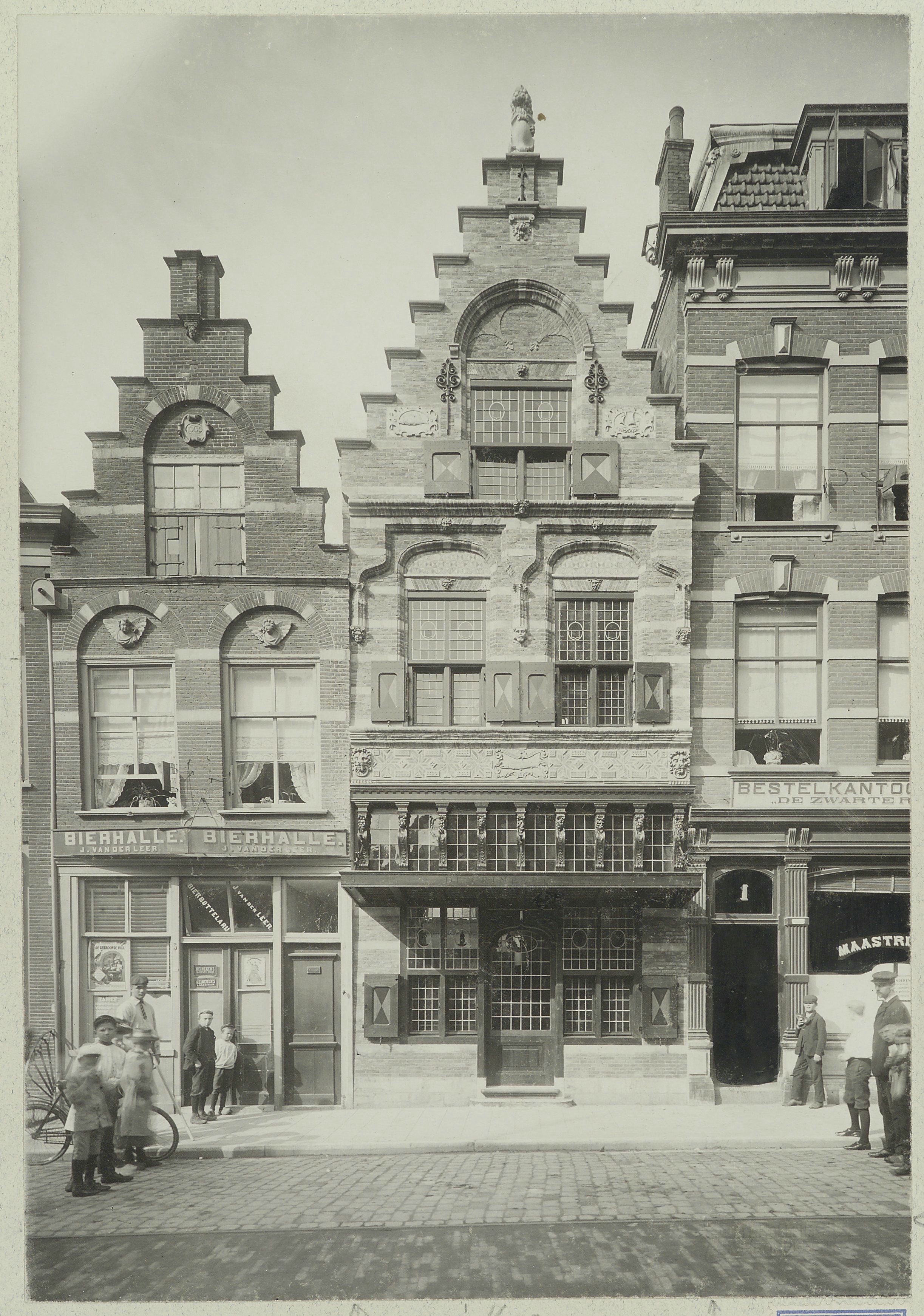
Voorgevel van (in het midden) de Crimpert Salm.

De oudste kern van Dordrecht bevindt zich ten noordwesten van de huidige Visbrug en de aangrenzende Visstraat. Om de waterhuishouding in goede banen te leiden, werd omstreeks 1282 een nieuwe waterloop door de stad gegraven, die vanaf de Visbrug westwaarts ten zuiden van de Grote Kerk naar de Bom liep en vervolgens uitmondde in de Oude Maas. Doordat het verboden was te bouwen tussen de Visbrug en de Grote Kerk, was er de eerste tijd geen bebouwing tussen de Voorstraat en de Voorstraatshaven. Bestaande timmeringen moesten worden afgebroken.
De zeevismarkt van Dordrecht was te vinden in de Visstraat. De straatnaam komt in de middeleeuwen al voor en dus betreft het een oude markt. De stallen stonden in rijen langs de Waalse Kerk. Bij de verbreding van de Visstraat aan het eind van de negentiende eeuw werd de vismarkt opgeheven en verplaatst naar de nieuwe Vishal aan de Knolhaven. Door deze verplaatsing werd het mogelijk de Visstraat te verbreden en daarmee de verbinding met de Voorstraat en het Bagijnhof te verbeteren. Het gildenhuis van de visverkopers, de Crimpert Salm, is echter nog altijd te zien.
In 1871 werd een postkantoor aan de Visstraat geopend, waarmee dit gedeelte van de binnenstad het zwaartepunt van stedelijk leven zou worden. Vanaf 1879 had Dordrecht een paardentram. In 1891 werd de route aangepast van de Stationsweg tot aan de Merwekade, met de Visstraat als tussenstop. Een goede verkeersontsluiting van de Grotekerksbuurt en de Groenmarkt vanaf het Bagijnhof en de Visbrug werd gerealiseerd door de verbreding van de Visbrug in 1901. De Dordtse paardentram bleef uiteindelijk tot 1919 bestaan. In de jaren 20 van de twintigste eeuw werd de positie van de Visstraat als centrumgebied verder versterkt door de komst van het warenhuis Linders aan het Bagijnhof.
In 1910 werd in de Visstraat de eerste bioscoop van Dordrecht geopend, het Dordtsch Bioscope Théâtre. In 1918 werd de naam veranderd in Luxor, om vervolgens in 1986 verder te gaan onder de naam Euro Cinema. De laatste filmvoorstelling vond plaats op 7 september 2006.

## Galerij

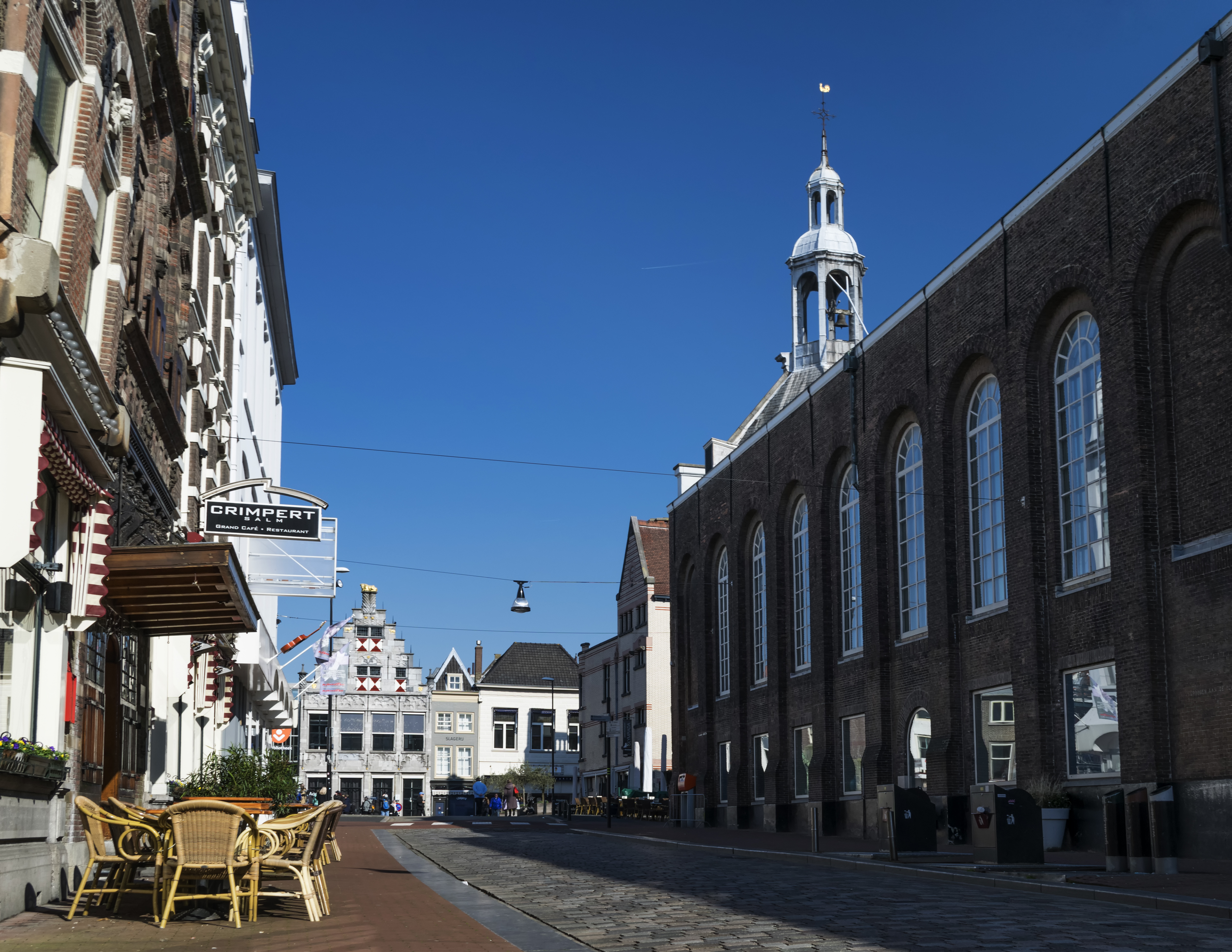
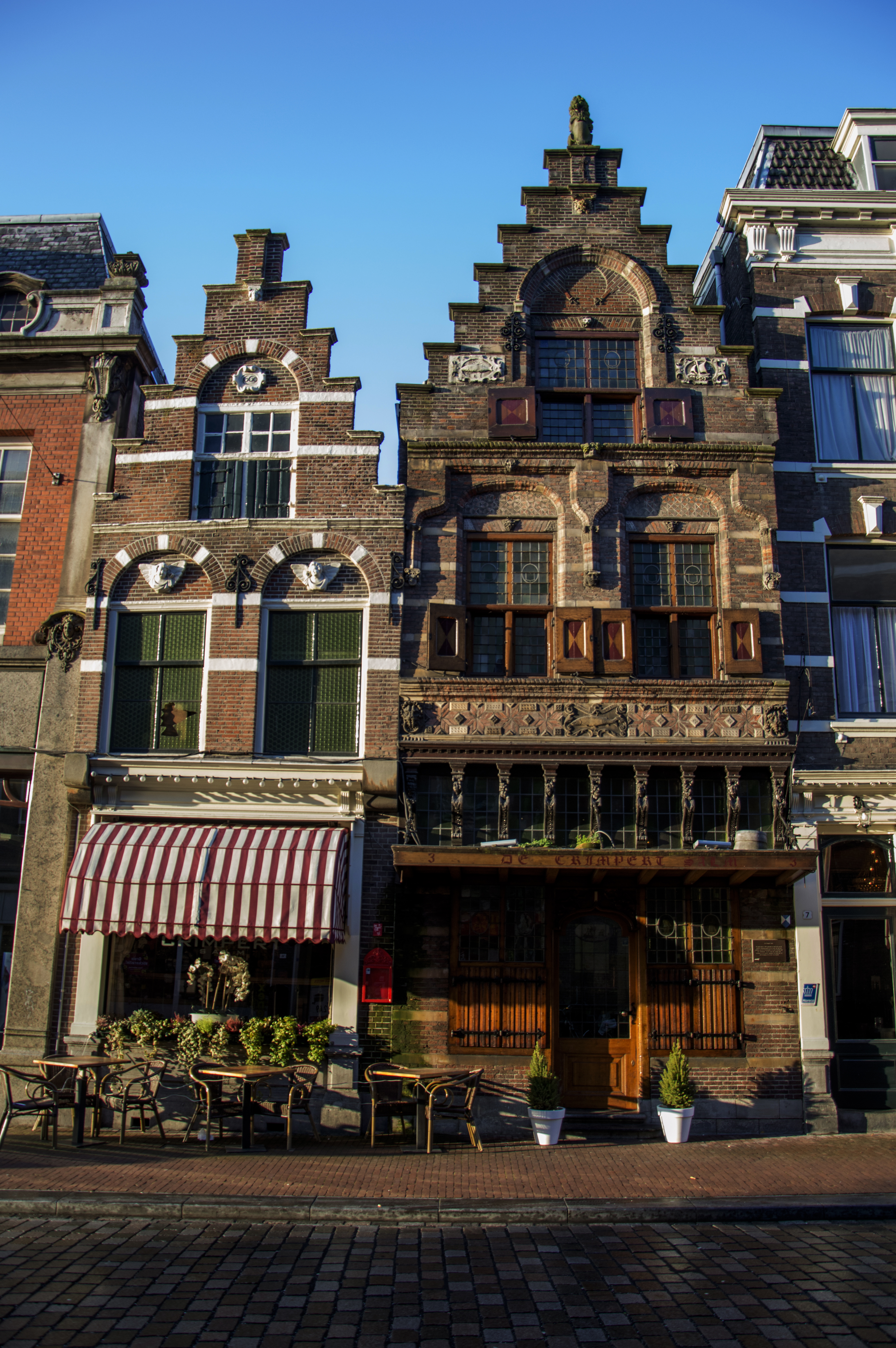
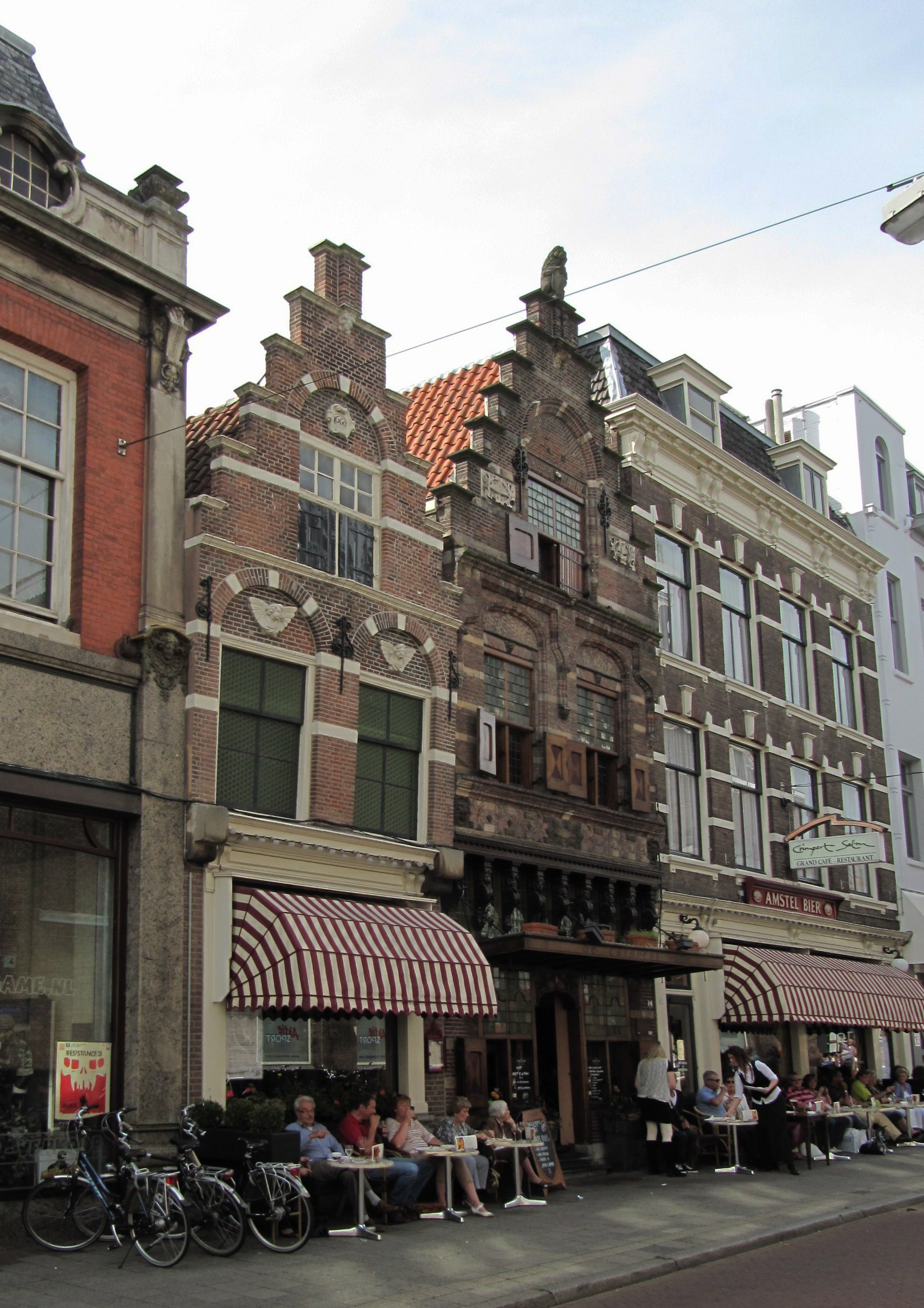
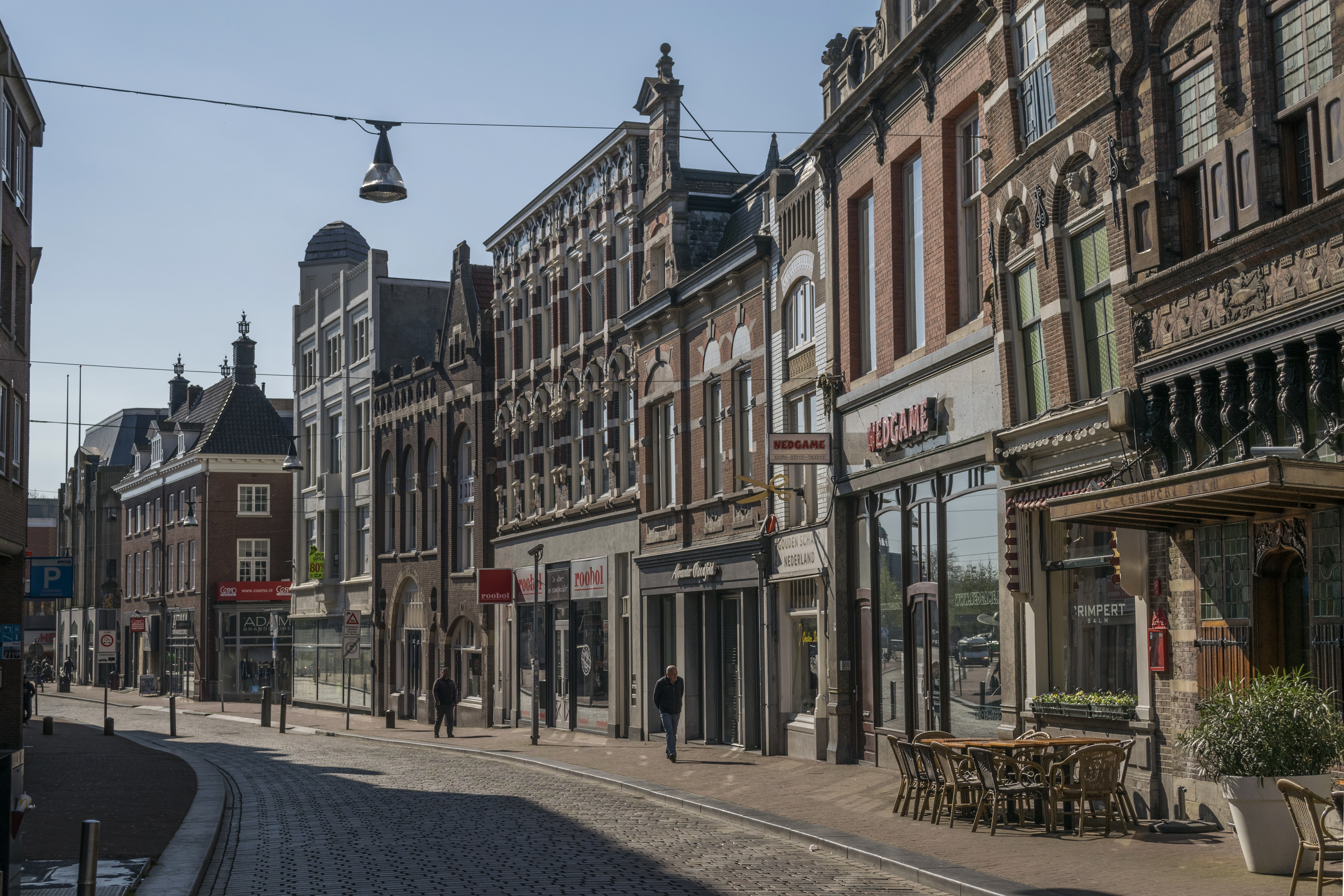

## Trivia
- Eeuwenlang was het Sacramentengasthuis, het oudste Dordtse ziekenhuis, gehuisvest aan de Visstraat naast de Waalse Kerk. Er werden alleen Dordtse ingezetenen opgenomen die thuis niet konden worden verpleegd.
- Vaak wordt vermoed dat de Vismarkt grenst aan of zich bevindt in de buurt van de Visstraat of Visbrug. Dit is echter niet het geval.